# Аксумбе
Аксумбе́ (каз. Ақсүмбе) — село у складі Сузацького району Туркестанської області Казахстану. Адміністративний центр Каратауського сільського округу.
Населення — 403 особи (2021; 380 у 2009, 420 у 1999, 460 у 1989).